# Aleksandr Bogdanov

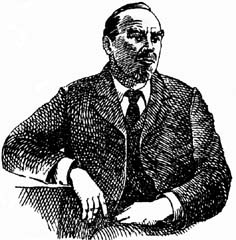
Alexander Bogdanov

Alexander Alexandrovitsj Bogdanov (Russisch: Александр Александрович Богданов), geboren als: Alexander Alexandrovitsj Malinovski (Wit-Russisch: Аляксандар Александрович Маліноўскі) (Sokolka, 10 augustus/22 augustus 1873 - Moskou, 7 april 1928) was een Russisch marxistisch denker. Bogdanov, een dokter van beroep was sinds 1903 één der leidende figuren binnen de bolsjewistische vleugel van de Russische Sociaal Democratische Arbeiderspartij (RSDAP) en naaste medewerker van Lenin. Bogdanov werd de voornaamste theoreticus van het zogenaamde dialectisch marxisme.
Hij was ook de grondlegger van de 'tektologie', een voorloper van de systeemtheorie en daarnaast sciencefictionschrijver. Zo schreef hij het boek Красная звезда (Rode Ster) (1908) (in 1984 in het Engels vertaald als Red Star) dat gaat over een Russisch wetenschapper die naar Mars reist en daar het socialistisch systeem gaat bestuderen. Vervolgens keert hij terug naar de aarde om zijn opgedane kennis te delen.

## Biografie
In 1908 brak hij met Lenin en vormde met zijn zwager Anatoli Loenatsjarski, de schrijver Maksim Gorki en Leonid Krasin de Vpered (Voorwaarts-) Groep, een club van linkse marxisten. Samen met Gorki en Loenatsjarski en Krasin was hij ook één der leiders van de semi-spirituele Beweging van Godbouwers. De ideeën van deze beweging werden door Lenin sterk bekritiseerd als onmarxistisch (boek: Materialisme en Empirio-Kritiek). In 1909 was hij samen met Loenatsjarski en Gorki oprichter van een bolsjewistische school op Capri.
Trok zich in 1911 terug uit de politiek. Tijdens de Eerste Wereldoorlog was hij legerarts in het Russische leger. Na de Oktoberrevolutie (1917), die de communisten aan de macht bracht, zag hij een tijd lang kans de ideeën van de 'Beweging van Godbouwers' in de praktijk te brengen via de Proletkoelt-beweging. Ook was hij, tekenend voor zijn veelzijdigheid, medeoprichter van het (baanbrekende) Bloedtransfusie Instituut van de USSR. Hij overleed bij het uitvoeren van experimenteel bloedonderzoek dat hij bij zichzelf uitvoerde.